# Prionella villosa
Prionella villosa är en tvåvingeart som beskrevs av Robineau-desvoidy 1830. Prionella villosa ingår i släktet Prionella och familjen fläckflugor. Inga underarter finns listade i Catalogue of Life.